# HD 40307 f
HD 40307 f est une exoplanète orbitant autour de l'étoile HD 40307, elle a été découverte en 2012.